# Everybody (お笑いコンビ)
Everybody（エビバディ）は、日本の男女お笑いコンビ。所属事務所は吉本興業。2019年5月結成。

## メンバー
タクトOK!!（タクトオーケー!!、1986年7月15日（39歳） - ）
男性。ツッコミ、ボケ、ネタ作り担当。立ち位置は向かって左。
本名：久保田 拓人（くぼた たくと）
熊本県八代市出身。芦北町立佐敷中学校、熊本県立八代高等学校、日本大学卒業。
身長173cm、体重65kg。血液型O型。
明治大学お笑いサークル木曜会Z出身であり、同期に野沢輸出（ダイヤモンド）、後輩にサツマカワRPG、大鶴肥満（ママタルト）などがいる。
趣味はアメリカンフットボール、サイクリング、アメコミなど。
映像制作や音楽制作を得意としており、ネタ中に使用する音楽は自身がパソコンで制作している。
かつては同期のかいしと「フランクリン」というコンビで活動していたが、2016年に解散。
「L.A.F.U.」の元メンバーで、2016年の解散まで所属。当時のメンバーネームはTACKT。
漫画家の加治佐修は従兄弟。
NiziUのファン（WithU）。NiziUのものまね動画を投稿した時にはいつもよりもアガったという。
かわなみchoy?（かわなみチョイ?、1994年2月1日（31歳） - ）
女性。ボケ、ツッコミ担当。立ち位置は向かって右。
本名：川浪 春奈（かわなみ はるな）
神奈川県横浜市出身。
身長152cm、体重55kg。血液型B型。
髪をピンクに染め、インナーカラーで右側に青と左側に紫が入っている。
アイドルが好きで、BiSHや超特急のファン。
昆虫の卵を孵化させ成虫に育てたり、自分で標本を作ったりするほどの昆虫好き。一時期は50匹ほどのカブトムシとクワガタムシを飼っていたという。
小中学校時代には男子と同じ野球部に所属していた。最高球速は100km/h以上。現在は芸人女子野球部「ミラクルキッシーズ」に所属し、副キャプテンでエースである。
服が好きで、私服にアニメTシャツやアイドルTシャツを着ている。好きなファッションジャンルはメンズライク、ストリートファッション。好きなブランドはjouetieやX-Girl、HUFなど。
『NARUTO』の大ファンであり、イベントやテーマパークなどによく足を運んでいる。
かつては大谷麻乃と女性コンビ「にねんよんくみ」で活動していたが、2018年に解散。元相方の大谷が「ザ・細かすぎて伝わらないモノマネ」で橋本稜（スクールゾーン）と披露した韓国ドラマのモノマネは、元々にねんよんくみのネタだった。

## 略歴
タクトは岡村隆史（ナインティナイン）に、かわなみは堀内健（ネプチューン）に憧れて芸人を目指した。松本勇馬（スカイサーキット）の紹介で知り合い、その後タクトが以前組んでいたコンビの単独ライブにかわなみが出演するなど交友が続いた。タクトがコンビを解散しピン芸人として活動していたころ、顔芸が得意だという共通点から試しに2人で、同じデザインで色違いの衣装を着て舞台に出てネタをやったところ予想以上にウケて手応えを感じ、2019年5月1日にコンビを結成した。コンビ名は「ダサい方が可愛いかも」といったかわなみの発案だった。
2021年1月1日、『おもしろ荘2021新年SP』に出演。その際に披露したリズム芸「クリティカルヒット」がTikTokで流行し、YouTube、インスタグラムを含めた投稿動画は100倍以上拡散され、これら関連動画の合計再生回数は7億回（2021年7月時点）を突破した。

## 芸風
主に漫才。インパクトのある顔芸や海外ドラマ風のハイテンションな喋り方が特徴。ネタ中にBGMに乗せたリズム芸を行うことがある。前述の、タクトのハートを射止めようとかわなみがオリジナルソングを披露するといった展開の「クリティカルヒット」が代表的な芸で、これは元々タクトのピンネタでもあり、この時は女性の役もタクトが一人でやっていた。結成した時に決めたのは「お互いにツッコミをしない」ことだったという。
両者とも顔芸と動きを一体化させた芸のことを「Face」と呼び、顔芸という呼び方は否定している。男女で一緒に同じことをやるということが新しいかなと思ってこの芸風を始めたという。元々はこのFaceを取り入れた漫才を披露していたが、ただテレビ番組のスタッフらからは「リズムネタを見たいから、漫才の所はカットして欲しい」などと言われているのが悩みだとも話している。2人の関係は「Face」の師弟だという。

## 賞レースでの成績

### M-1グランプリ
| 年度   | 結果      | エントリーNo. | 会場                        | 日程     |
| ------ | --------- | ------------- | --------------------------- | -------- |
| 2020年 | 2回戦進出 | 2093          | よしもと有楽町シアター      | 11月5日  |
| 2021年 | 3回戦進出 | 1766          | よしもと有楽町シアター      | 11月2日  |
| 2022年 | 1回戦敗退 | 1763          | シダックスカルチャーホールA | 9月21日  |
| 2023年 | 2回戦進出 | 1801          | 雷5656会館ときわホール      | 10月23日 |

## 出演

### テレビ
- おもしろ荘2021新年SP（日本テレビ、2021年1月1日）
- めざましテレビ（フジテレビ、2021年1月22日） - 「エンタメpick up」コーナー
- グッとラック!（TBS、2021年1月29日） - 「グッと芸能界!」コーナー
- ぐるぐるナインティナイン グルメチキンレース・ゴチになります!（日本テレビ、2021年3月8日）
- 千原ジュニアの座王（関西テレビ、2021年3月14日・28日）
- MIRAI系アイドルTV（TOKYO MX、2021年3月17日、2021年6月9日 他）
- 千鳥のクセがスゴいネタGP（フジテレビ、2021年4月1日・5月6日・27日・7月8日・8月19日・9月2日・16日） - 4月1日にはグランプリ受賞、9月2日はタクトのみ
- スッキリ（日本テレビ、2021年4月6日） - 「クイズッス」コーナー
- あさチャン!（TBS、2021年5月5日）
- 1周回って知らない話（日本テレビ、2021年5月5日）
- ウチのガヤがすみません!（日本テレビ、2021年5月11日、2021年6月8日）
- ビットワールド「100秒でわかる名作劇場」（NHK Eテレ、2022年4月8日 - ） - 声の出演 イヌ（タクトOK!!）、猫（かわなみchoy?）[16]
- すとぷりくえすとっ（テレビ東京、2023年6月25日）
- 競輪LIVE!チャリロトよしもと（BSよしもと、2023年10月 - 水曜レギュラー）※かわなみのみ、チャリロトガールズよしもと部メンバーとして隔週出演

### CM
- ピルクル400「クリティカルヒット篇」（2021年）[17]

### 雑誌
- egg（2021年3月2日発売）